# Torneo UEMOA 2007
El Torneo UEMOA 2007 fue la primera edición de este torneo de fútbol a nivel de selecciones nacionales de África Occidental organizado por la WAFU y que contó con la participación de 8 países de la región.
Costa de Marfil venció a Níger en la final jugada en Uagadugú, Burkina Faso para ser el primer campeón del torneo.

## Fase de grupos
Todos los partidos se jugaron en el Estadio 4 de Agosto de Uagadugú.

### Grupo A
| País         | J | G | E | P | GF | GC | GD | Pts |
| ------------ | - | - | - | - | -- | -- | -- | --- |
| Níger        | 3 | 2 | 1 | 0 | 5  | 3  | +2 | 7   |
| Burkina Faso | 3 | 1 | 2 | 0 | 2  | 1  | +1 | 5   |
| Senegal      | 3 | 0 | 2 | 1 | 2  | 3  | −1 | 2   |
| Togo         | 3 | 0 | 1 | 2 | 2  | 4  | −2 | 1   |

| Equipo 1     | Resultado | Equipo 2     |
| ------------ | --------- | ------------ |
| Burkina Faso | 0-0       | Níger        |
| Senegal      | 0-0       | Togo         |
| Togo         | 1-2       | Níger        |
| Senegal      | 0-0       | Burkina Faso |
| Burkina Faso | 2-1       | Togo         |
| Níger        | 3-2       | Senegal      |

### Grupo B
| País            | J | G | E | P | GF | GC | GD | Pts |
| --------------- | - | - | - | - | -- | -- | -- | --- |
| Costa de Marfil | 3 | 3 | 0 | 0 | 8  | 0  | +8 | 9   |
| Malí            | 3 | 2 | 0 | 1 | 7  | 2  | +5 | 6   |
| Benín           | 3 | 0 | 1 | 2 | 1  | 5  | −4 | 1   |
| Guinea-Bissau   | 3 | 0 | 1 | 2 | 1  | 10 | −9 | 1   |

| Equipo 1        | Resultado | Equipo 2        |
| --------------- | --------- | --------------- |
| Costa de Marfil | 5-0       | Guinea-Bissau   |
| Benín           | 0-3       | Malí            |
| Malí            | 4-0       | Guinea-Bissau   |
| Benín           | 0-1       | Costa de Marfil |
| Costa de Marfil | 2-0       | Malí            |
| Guinea-Bissau   | 1-1       | Benín           |

## Final
| Equipo 1 | Resultado | Equipo 2        |
| -------- | --------- | --------------- |
| Níger    | 0-2       | Costa de Marfil |

## Campeón
| Torneo UEMOA 2007           |
| --------------------------- |
| Bandera de Costa de Marfil  |
| Costa de Marfil 1.er título |